# Wiktor z Antiochii
Wiktor z Antiochii (VI wiek) – egzegeta grecki, uznawany był za autora Komentarza do Ewangelii według św. Marka. Pismo to poprzedzone jest prologiem i jest rodzajem katen. Teksty pochodzą z dzieł Orygenesa, Cyryla Aleksandryjskiego, Jana Chryzostoma, Tytusa z Bostry i Teodora z Mopsuestii. Faktycznie Wiktor z Antiochii był jedynie redaktorem Komentarza.